# 安山 (射箭運動員)
安山（： An San，2001年2月27日—），韓國女子射箭運動員，她代表韓國隊參加了日本舉行的2020年夏季奧林匹克運動會，並且在女子個人、女子团体和混合團體比賽上獲得金牌。

## 生平

### 射箭啟蒙
安山曾表示她起初是為了小學的射箭隊常常擁有免費的點心，因而想加入。但當時學校只有男子射箭隊，於是安山的父母便拜託學校讓她加入，在國小四年級時開始她的第一次練習，中學時拿到第1面金牌，國三橫掃6面金牌，一舉成名。

### 比賽紀錄
安山在2020年夏季奧林匹克運動會射箭比賽初次亮相就以680分的高分刷新奧運會懸掛25年的女子72箭排名賽紀錄。另與搭檔金濟德以1368分建立了混合團體賽的紀錄，並在比賽過程中射中搭檔金濟德的箭，射出機率只有0.0058%的「羅賓漢之箭」，賽後將這支箭捐贈給國際奧林匹克委員會展於奧林匹克博物館。

### 獲獎紀錄
- MBN女子體育大獎2021年7月MVP[5]

- Olympics 2021 on Twitter - Most Mentioned Korean Athletes in the World[6]

### 其他事件

#### 追星
在準備奧運會期間，在她背帶上的Mamamoo徽章被眼尖的粉絲發現，並發文到社群網站寫道：是Mamamoo的粉絲的話，就要支持射箭選手安山！事後釣出安山本人回應，笑稱追星之路都被發現。而後她也在比賽期間得到了Mamamoo成員頌樂的加油影片，並開玩笑說回到韓國要邀請安山本人到家裡玩，此後被笑稱安山是追星成功的粉絲。

#### 爭議
安山在一舉奪得三面金牌之後，她的短髮造型也引起關注。有網友注的超短髮以及就讀女校，還有曾經在社群網站使用「5兆5億」（오조오억）、「Oong Ang Oong」（웅앵웅）
等在韓國文化內被視為男嫌的詞語，因而以安山為激進的女性主義支持者而在網路上霸凌安山。事後即便安山本人回應短髮造型只是為了方便仍躲不過謾罵。然而她也得到了各方的聲援，比如知名藝人鄭滿植、洪錫天的打氣與支持。

## 綜藝節目
- 2021年：

- tvN《劉QUIZ ON THE BLOCK》Ep119 (210818)
- KBS《柳喜烈的寫生簿》Ep554 (210820)
- SBS《家師父一體》Ep183 (210822)、Ep184 (210829)
- SBS《需要Womance》Ep1 (210930)、Ep2 (211007)、Ep3 (211014)、Ep4 (211021)

- 2022年：

- Channel E《愛玩的姐姐》Ep21(220125)、Ep22(220201)

## 外部連結
- 安山的Instagram帳戶